# Jan Michalski
Pour les articles homonymes, voir Michalski.
Jan Michalski (1953-2002) était un éditeur de livres polono-suisse qui, avec Vera Michalski-Hoffmann, a fondé la Fondation Jan Michalski à Montricher, en Suisse, qui décerne chaque année le Prix Jan Michalski de littérature.

## Biographie
En 1986, Michalski et Vera Michalski-Hoffmann ont créé Les Éditions Noir sur Blanc dans le but de publier des écrivains slaves de romans, de nouvelles, de pièces de théâtre et de poésie, ainsi que des essais de non-fiction, des documents, des journaux intimes et des mémoires. Noir sur Blanc a vu le jour en Romandie, puis à Paris en 1990 et à Varsovie en 1991. L'un des premiers textes publiés était Proust contre la déchéance, un court essai écrit par le peintre Józef Czapski entre 1940 et 1941 lorsqu'il était prisonnier dans le camp de Starobyelsk en Union soviétique.
Par la suite, le couple (maintenant marié) a acquis plusieurs maisons d'édition qui ont ensuite été regroupées sous le groupe holding Libella, basé à Lausanne. Ce groupe comprend désormais Noir sur Blanc, Les Éditions Phébus, Buchet-Chastel et Le Temps Apprivoisé, entre autres. Ils ont publié en polonais des livres d'Umberto Eco, Charles Bukowski, Henry Miller, Blaise Cendrars et bien d'autres. Des auteurs polonais, tels que Sławomir Mrożek, ont été traduits en français et en anglais, puis vendus dans leur librairie polonaise située sur le Boulevard Saint-Germain à Paris, qui existe toujours. Par la suite, en 2000, ils ont fondé le groupe éditorial Libella.

## Fondation Jan-Michalski
En 2002, à la suite du décès prématuré de Jan Michalski à l'âge de 49 ans, Hoffmann a poursuivi le projet qui a abouti à la création de la Fondation Jan Michalski en 2004. La Fondation Jan Michalski, inaugurée en 2013, propose une grande bibliothèque multilingue de 80 000 volumes, un auditorium, une salle d'exposition, un café littéraire et des cabanes utilisées comme résidences d'écriture. La fondation décerne chaque année un prix, le Prix Jan Michalski de littérature.